# Sant Cristòu d'Alèir
Saint-Christophe-d'Allier és un municipi francès situat al departament de l'Alt Loira i a la regió d'Alvèrnia-Roine-Alps. L'any 2017 tenia 91 habitants.

## Demografia

### Població
El 2007 la població de fet de Saint-Christophe-d'Allier era de 116 persones. Hi havia 56 famílies de les quals 16 eren unipersonals (8 homes vivint sols i 8 dones vivint soles), 20 parelles sense fills, 16 parelles amb fills i 4 famílies monoparentals amb fills.
La població ha evolucionat segons el següent gràfic:
Habitants censats

### Habitatges
El 2007 hi havia 111 habitatges, 54 eren l'habitatge principal de la família, 53 eren segones residències i 4 estaven desocupats. Tots els 110 habitatges eren cases. Dels 54 habitatges principals, 51 estaven ocupats pels seus propietaris i 3 estaven cedits a títol gratuït; 6 tenien tres cambres, 10 en tenien quatre i 38 en tenien cinc o més. 48 habitatges disposaven pel capbaix d'una plaça de pàrquing. A 23 habitatges hi havia un automòbil i a 24 n'hi havia dos o més.

### Piràmide de població
La piràmide de població per edats i sexe el 2009 era:
| Homes | Edats   | Dones |
| ----- | ------- | ----- |
| 0     | 95 o +  | 0     |
| 0     | 90 a 94 | 0     |
| 0     | 85 a 89 | 4     |
| 4     | 80 a 84 | 0     |
| 4     | 75 a 79 | 8     |
| 8     | 70 a 74 | 0     |
| 4     | 65 a 69 | 0     |
| 8     | 60 a 64 | 8     |
| 4     | 55 a 59 | 8     |
| 4     | 50 a 54 | 0     |
| 0     | 45 a 49 | 0     |
| 4     | 40 a 44 | 12    |
| 12    | 35 a 39 | 0     |
| 8     | 30 a 34 | 4     |
| 4     | 25 a 29 | 12    |
| 4     | 20 a 24 | 4     |
| 8     | 15 a 19 | 8     |
| 0     | 10 a 14 | 0     |
| 0     | 5 a 9   | 4     |
| 8     | 0 a 4   | 0     |

## Economia
El 2007 la població en edat de treballar era de 66 persones, 41 eren actives i 25 eren inactives. De les 41 persones actives 40 estaven ocupades (22 homes i 18 dones) i 1 aturada (1 home). De les 25 persones inactives 18 estaven jubilades, 4 estaven estudiant i 3 estaven classificades com a «altres inactius».

### Ingressos
El 2009 a Saint-Christophe-d'Allier hi havia 48 unitats fiscals que integraven 98,5 persones, la mediana anual d'ingressos fiscals per persona era de 11.113 €.

### Activitats econòmiques
Dels 10 establiments que hi havia el 2007, 4 eren d'empreses de construcció, 2 d'empreses de transport, 2 d'empreses d'hostatgeria i restauració, 1 d'una empresa financera i 1 d'una empresa de serveis.
Dels 4 establiments de servei als particulars que hi havia el 2009, 2 eren paletes, 1 guixaire pintor i 1 electricista.
L'any 2000 a Saint-Christophe-d'Allier hi havia 22 explotacions agrícoles que ocupaven un total de 952 hectàrees.

## Poblacions més properes
El següent diagrama mostra les poblacions més properes.